# Saint-Michel-en-Grève
Saint-Michel-en-Grève (bret. Lokmikael-an-Traezh) – miejscowość i gmina we Francji, w regionie Bretania, w departamencie Côtes-d’Armor.
Według danych na rok 1990 gminę zamieszkiwało 376 osób, a gęstość zaludnienia wynosiła 80 osób/km² (wśród 1269 gmin Bretanii Saint-Michel-en-Grève plasuje się na 903. miejscu pod względem liczby ludności, natomiast pod względem powierzchni na miejscu 1030.).